# 雙色擬雀鯛
雙色擬雀鯛，為鱸形目鱸亞目擬雀鯛科的其中一種，為熱帶海水魚，被IUCN列為易危保育類動物，分布於西印度洋紅海海域，為特有種，深度10-45公尺，本魚體延長，上頷、額頭至體上部為藍黑色至深褐色，其於身體為白色，臀鰭、尾鰭黃色，尾鰭截形，鰓蓋上緣有一藍色圓斑，背鰭散布黑色細圓點，背鰭硬棘3；背鰭軟條24-26枚；臀鰭硬棘3枚；臀鰭軟條13-14枚，體長可達10公分，棲息在沙底質的單獨礁石，通常成對活動，生活習性不明，可做為觀賞魚。

## 擴展閱讀
維基物種上的相關：雙色擬雀鯛